# Paolo Zanetti
Paolo Zanetti (ur. 16 grudnia 1982 w Valdagno) – włoski piłkarz, występujący na pozycji pomocnika, a także trener.

## Kariera klubowa
Zanetti profesjonalną karierę rozpoczynał w Vicenzy Calcio. W debiutanckim sezonie rozegrał dwa ligowe spotkania w Serie A. Na koniec rozgrywek ligowych Vicenza uplasowała się na szesnastym miejscu w tabeli, w efekcie czego została relegowana do Serie B. Wtedy po odejściu kilku kluczowych zawodników, Zanetti zaczął częściej grywać w pierwszym zespole. W sezonie 2001/02 wystąpił w siedemnastu drugoligowych meczach. W kolejnym stał się już podstawowym zawodnikiem wyjściowej jedenastki. W 2003 roku przeszedł do beniaminka pierwszej ligi - Empoli FC. Początkowo miał problemy z wywalczeniem sobie miejsca w pierwszym składzie, ale po spadku tej drużyny do drugiej ligi, stał się zawodnikiem podstawowej jedenastki. Jednak w sezonie 2005/06 ekipa Azzurri powróciła do ekstraklasy i Zanetti znów stracił miejsce w składzie. W 2006 odszedł do Ascoli Calcio, podobnie jak jego dotychczasowy klub, występującego w Serie A. Regularnie grał w pierwszym zespole Picchio, lecz nie pomógł mu w uchronieniu od degradacji. Po spadku postanowił odejść do Torino FC. 19 stycznia 2010 roku Zanetti został wypożyczony do końca sezonu do pierwszoligowej Atalanty BC, z którą spadł do Serie B. Po sezonie wrócił do Torino.